# 波蒂略上校省

波蒂略上校省（西班牙語：Provincia de Coronel Portillo），是秘魯的省份，位於該國東部烏卡亞利大區，首府是普卡爾帕，面積36,235平方公里，2005年人口316,546，人口密度每平方公里8.7人。
8°23′00″S 74°33′00″W / 8.3833°S 74.5500°W